# Psycho III
Psycho III is een film uit 1986 en het tweede vervolg op Alfred Hitchcocks Psycho. Hoofdrollen worden gespeeld door Anthony Perkins, Diana Scarwid, Jeff Fahey en Roberta Maxwell. De regie was in handen van Anthony Perkins, het verhaal werd geschreven door Charles Edward Pogue.

## Verhaal
De film begint ruim een maand na het einde van Psycho II. De dorpsbewoners vragen zich af wat er gebeurd is met Emma Spool, de eigenares van het lokale wegrestaurant.
Enkele tientallen kilometers verder woont Maureen Coyle. Ze is een jonge non. In haar kinder- en jeugdjaren mocht ze van haar ouders geen enkele beslissing nemen: alles werd voor haar gedaan. De enige stap die ze zelf nam, was haar intreding in het klooster. Nu komt ze tot de ontdekking dat ze haar geloof is verloren. Ze is mentaal onstabiel en soms nog kinderlijk naïef. Ze wil zelfmoord plegen door van de klokkentoren van de abdij te springen. Zuster Catherine wil haar tegenhouden, maar Maureen duwt haar, eerder ongewild, door de trapleuning waardoor Catherine meters lager te pletter stort en op slag dood is. Omwille van dit incident is Maureen verplicht het klooster te verlaten.
Maureen vertrekt te voet door de woestijn en wordt onderweg opgepikt door Duane Duke, een gore jongeman. Hij is muzikant en wil als gitarist aan de bak komen in Los Angeles. 's Nachts tracht hij Maureen te verkrachten in zijn auto, maar Maureen kan tijdig ontsnappen.
Enige tijd later passeert Duke aan het Bates Motel. Norman Bates heeft net enkele vogels vergiftigd om ze te kunnen opzetten. Hij woont nu samen met zijn "echte moeder" Emma Spool die hij op het einde van Psycho II heeft vermoord. Emma "leeft" nu verder als mummie, maar in Normans fantasie leeft ze nog. Net zoals bij zijn vorige moeder gaat hij met haar conversaties aan. Hij antwoordt in haar plaats, denkende dat zijn moeder dat antwoord geeft.
Duke, die in geldnood zit, wordt aangenomen als assistent-manager van het motel als vervanger van Warren Toomey, die in de vorige film werd ontslagen. Omdat Norman niet voldoende eten in huis heeft, gaat hij hamburgers halen in het lokale wegrestaurant.
Daar heeft sheriff John Hunt een gesprek met Tracy Venable. Zij is een journaliste die een artikel schrijft over seriemoordenaars. Volgens haar is Norman Bates terug hervallen. Hun gesprek wordt abrupt beëindigd omdat Norman Bates de zaak betreedt. Even later komt Maureen Coyle het wegrestaurant binnen. Norman is geïntrigeerd door haar. Ze heeft veel weg van een van zijn vorige slachtoffers: Marion Crane. Wanneer hij ook nog eens de initialen MC op haar koffer ziet, verlaat hij in paniek het restaurant. Daarbij komt dan ook nog eens dat Maureen niet veel later haar intrek neemt in het Bates Motel en dat Duke haar de kamer geeft waar Marion destijds werd vermoord.
Norman spreekt met zijn moeder over dit incident. Haar raad is Maureen te vermoorden. Norman is het hier niet mee eens, maar kan het niet laten Maureen te bespioneren terwijl ze zich uitkleedt om in bad te gaan. Moeder daarentegen houdt zich aan haar woord: ze komt met een groot mes de badkamer in en opent het douchegordijn. Tot haar verbazing is het water al vol met bloed: Maureen blijkt zonet zelf haar polsen te hebben overgesneden. Omwille van dit onverwachte zicht komt Norman terug uit zijn psychose en belt een ziekenwagen. Door het grote bloedverlies was Maureen aan het hallucineren in het bad. Zij heeft Norman, verkleed als zijn moeder, niet herkend en dacht dat de Heilige Maagd Maria was verschenen. Het mes dat moeder droeg, aanzag ze als een crucifix. Nadat Maureen is hersteld, beslist ze terug te keren naar het Bates Motel. Zij is namelijk verliefd geworden op Norman en blijkbaar zijn de gevoelens wederzijds.
Duke brengt vanuit een bar een meisje mee: Red genaamd. Hij bedrijft met haar de liefde in kamer 12 van het motel. Daarna dumpt hij haar en zet haar buiten. Red tracht een taxi te bellen via een nabijgelegen telefooncel, maar wordt daar door moeder vermoord. Norman dumpt haar lijk in het moeras.
Even later komen er toeristen. Zij willen vanuit hun motelkamer een American Football-tornooi bekijken, maar blijken 's avonds allemaal dronken te zijn. Enkel Patsy Boyle blijft nuchter. Tijdens een toiletbezoek wordt ze vermoord door moeder en even later door Norman gevonden. Gezien het grote aantal klanten kan hij het lijk niet dumpen in het moeras. Daarom bergt hij het tijdelijk op in de koelkast met ijsblokjes. Diezelfde avond is er ook een onweer. Een bliksem zorgt ervoor dat het raam van moeder oplicht. Maureen kijkt net op dat ogenblik in die richting en herkent de schaduw van een persoon achter het raam. Ze spreekt Norman en Duke hier over aan, maar Norman zegt dat Maureen te veel wijn heeft gedronken.
De volgende dag komen sheriff Hunt en hulpsheriff Leo langs. Zij zijn op zoek naar de vermiste Patsy Boyle. Norman kan niet beletten dat zij de kamer van moeder betreden, maar tot zijn verbazing blijkt moeder daar niet aanwezig te zijn. Gezien de sheriffs zo direct niets verdacht vinden, vertrekken ze.
Tracy heeft ondertussen het appartement van Emma Spool doorzocht en heeft daar het telefoonnummer van het Bates Motel gevonden. Zij licht Maureen in over Normans verleden. Hierop vertrekt Maureen en keert ze terug naar priester Brian, die ze heeft leren kennen in het ziekenhuis.
Norman vindt even later in de keuken een briefje van zijn moeder: ze zit op hem te wachten in kamer 12. Daar blijkt dat Duke het lijk van moeder heeft ontvoerd. Hij vraagt een enorme som zwijggeld. Norman slaat Duke dood met zijn gitaar, omdat hij van mening is dat Duke vroeg of laat toch zijn mond zal voorbij praten. Vervolgens besluit Norman om Duke en Patsy te dumpen in het moeras. Tijdens de autorit blijkt dat Duke enkel bewusteloos was. Hij komt bij en gaat een gevecht aan met Norman. De auto rijdt in het moeras en zinkt naar de bodem. Norman kan de auto verlaten, maar Duke verdrinkt.
Tracey heeft ondertussen de vorige restauranthouder opgespoord: Harvey Leach. Hij zit momenteel in het rusthuis. Hij herinnert zich dat Emma Spool ooit was opgenomen in een psychiatrische instelling omwille van een moord die ze had gepleegd.
Maureen is ervan overtuigd dat Norman de ware liefde voor haar is. Ze komt ook tot de conclusie dat de Heilige Maagd Maria haar twee signalen heeft gegeven: de eerste keer toen ze haar polsen had overgesneden, de tweede verschijning tijdens het onweer. Norman en Maureen hebben een teder moment bovenaan de trap van het Bates huis. Plots roept moeder kwaad naar Norman. Hierop verliest hij zijn greep op Maureen die vervolgens van de trap valt. Haar schedel belandt in een ijzeren pijl van een cupido-beeldje waardoor ze sterft.
Niet veel later betreedt Tracy het huis en vindt de dode Maureen. Vervolgens komt Norman de kamer binnen, verkleed als zijn moeder. Tracy tracht uit te leggen dat Emma Spool gek was. Zij was niet zijn natuurlijke moeder, maar wel een tante. Emma was verliefd op de vader van Norman. Deze laatste trouwde echter met haar zuster Norma. Emma ontvoerde Norman toen hij klein was nadat ze Normans vader had vermoord. Zij was van mening dat Norman het kind was waarvan zij de moeder moest zijn geweest. Later werd Emma opgepakt en overgebracht naar een instelling. Norman ging terug naar Norma.
Daarop vindt Tracy het lichaam van Emma Spool. Moeder geeft Norman de opdracht Tracy te vermoorden. Daarop valt hij moeder aan en scheurt de restanten van het lichaam van Emma uiteen.
De volgende dag rekent sheriff Hunt Norman Bates in met de vermelding dat hij nooit meer mag vrijkomen uit het instituut. Daarop antwoordt Norman: "But I'll be free...I'll finally be free." (Ik zal vrij zijn... Ik zal eindelijk vrij zijn.)
Terwijl Norman stil op de achterbank van de auto zit, haalt hij nog zijn laatste trofee boven: de afgescheurde hand van Emma Spool die hij lieflijk aait.

## Rolverdeling
| Acteur             | Personage         |
| ------------------ | ----------------- |
| Anthony Perkins    | Norman Bates      |
| Diana Scarwid      | Maureen Coyle     |
| Jeff Fahey         | Duane Duke        |
| Roberta Maxwell    | Tracy Venable     |
| Hugh Gillin        | sheriff John Hunt |
| Robert Alan Browne | Ralph Statler     |
| Lee Garlington     | Myrna             |
| Donovan Scott      | Kyle              |
| Karen Hensel       | zuster Catherine  |
| Jack Murdock       | Lou               |